# Anomalosa kochi
Espèce
Synonymes
- Anomalomma kochi Simon, 1898

Anomalosa kochi est une espèce d'araignées aranéomorphes de la famille des Lycosidae.

## Distribution
Cette espèce est endémique du Queensland en Australie.

## Description
Le mâle mesure 5 mm et la femelle 5,5 mm.

## Publication originale
- Simon, 1898 : Descriptions d'arachnides nouveaux des familles des Agelenidae, Pisauridae, Lycosidae et Oxyopidae. Annales de la Société entomologique de Belgique, vol. 42, p. 1-34 (texte intégral).